# 부여 청마산성
부여 청마산성(扶餘 靑馬山城)은 대한민국 충청남도 부여군 부여읍에 있는 삼국시대의 성곽이다. 1963년 1월 21일 대한민국의 사적 제34호로 지정되었다.

## 개요
부여 능산리 월명산에 있는 백제 산성으로 당시 수도였던 사비를 방어하기 위하여 쌓았다.
성의 둘레는 약 5~6km이고, 토석혼축의 포곡식 산성이다. 전반적으로 성벽이 많이 무너져 있으나 서쪽 성벽은 비교적 잘 남아 있다. 계곡의 물이 흐르는 서쪽 성벽에 수구가 있었던 것으로 보이며, 방어를 목적으로 쌓은 성이라 남문이 없다. 현재 성안에는 적의 움직임을 살피기 위해 높이 쌓은 망대와 각시우물이라 전하는 우물터, 경룡사터, 의열사터와 건물터가 남아있다.
백제 산성 중에서 가장 규모가 큰 산성으로, 석성산성·성흥산성·증산성과 함께 부여를 보호하기 위한 외곽 방어시설로서 의미가 크다.

## 현지 안내문
이 성은 해발 118미터 되는 산의 능선을 따라 쌓은 백제시대 최대의 산성이다. 성의 둘레는 약 6.5킬로미터이며 높이는 4~5미터가량 된다. 성을 쌓는 방법은 흙과 돌을 함께 쓴 토석 혼축식이며, 형태는 계곡을 감싸고 있는 포곡식이다. 포곡식 산성은 내부에 물이 풍부할 뿐만 아니라 넓은 공간도 비교적 쉽게 확보할 수 있어 많은 인원이 장기간 머물러 살기에 좋다. 청마산성은 유사시 시비도성 내에 있는 군·관·민이 모두 함께 도피할 목적으로 축성한 것으로 보인다. 현재 성 안에는 군창으로 추정되는 큰 건물터가 3곳이 있으며, 각시우물이라 불리고 있는 우물터와 경룡사라는 절터가 남아 있다.

## 같이 보기
- 부여 석성산성
- 부여 가림성
- 부여 증산성

## 참고 자료
- 부여 청마산성 - 국가유산청 국가유산포털